# Rábade

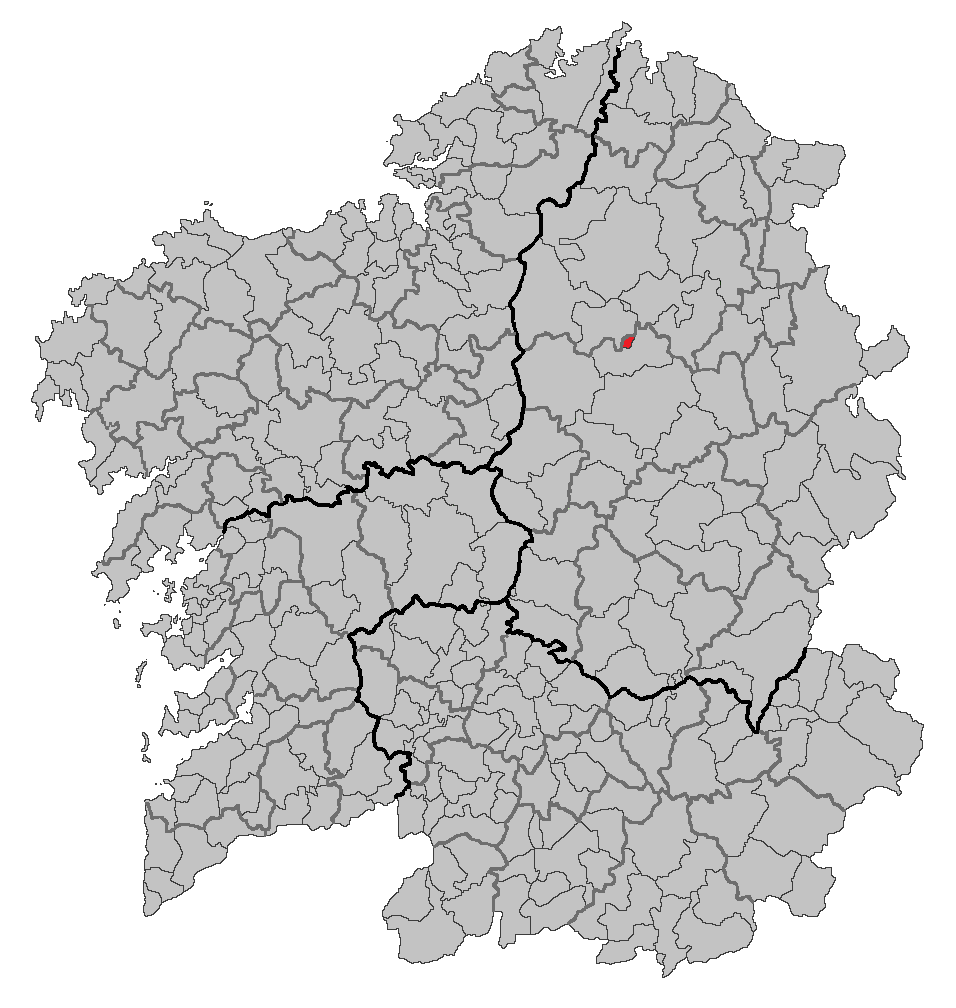
Localização de Rábade

Rábade é um município da Espanha na província de Lugo, comunidade autónoma da Galiza, de área 5,2 km² com população de 1699 habitantes (2007) e densidade populacional de 314,67 hab/km².

## Demografia
| Variação demográfica do município entre 1991 e 2004 | Variação demográfica do município entre 1991 e 2004 | Variação demográfica do município entre 1991 e 2004 | Variação demográfica do município entre 1991 e 2004 |
| --------------------------------------------------- | --------------------------------------------------- | --------------------------------------------------- | --------------------------------------------------- |
| 1991                                                | 1996                                                | 2001                                                | 2004                                                |
| 1751                                                | 1588                                                | 1583                                                | 1630                                                |